# Lancer du javelot masculin aux Jeux olympiques d'été de 2012
Navigation
Pékin 2008 Rio 2016
Le concours du lancer du javelot masculin aux Jeux olympiques de 2012 a lieu le 8 août pour les qualifications, et le 11 août pour la finale dans le Stade olympique de Londres.
Les limites de qualifications étaient de 82,00 m pour la limite A et de 79,50 m pour la limite B.
L'Ukrainien Oleksandr Pyatnytsya, initialement deuxième du concours, est disqualifié pour dopage en 2016. Le Finlandais Antti Ruuskanen récupère la médaille d'argent et le Tchèque Vítězslav Veselý la médaille de bronze.

## Records
Avant cette compétition, les records dans cette discipline étaient les suivants :
| Record du monde  | 98,48 m | Jan Železný         | Tchéquie | 25 mai 1996  | Iéna  |
| Record olympique | 90,57 m | Andreas Thorkildsen | Norvège  | 23 août 2008 | Pékin |

## Médaillés
| Or              | Argent          | Bronze           |
| Keshorn Walcott | Antti Ruuskanen | Vítězslav Veselý |

## Résultats

### Finale (11 août)
| Rang               | Athlète              | Nationalité        | 1er   | 2e    | 3e    | 4e    | 5e    | 6e    | Résultat | Notes |
| ------------------ | -------------------- | ------------------ | ----- | ----- | ----- | ----- | ----- | ----- | -------- | ----- |
| Médaille d'or      | Keshorn Walcott      | Trinité-et-Tobago  | 83,51 | 84,58 | x     | 80,64 | x     | –     | 84,58 m  | NR    |
| Médaille d'argent  | Antti Ruuskanen      | Finlande           | 79,60 | 81,09 | 81,60 | 81,97 | 84,12 | 79,88 | 84,12 m  |       |
| Médaille de bronze | Vítězslav Veselý     | République tchèque | x     | 81,69 | 81,80 | x     | 80,32 | 83,34 | 83,34 m  |       |
| 4                  | Tero Pitkämäki       | Finlande           | 77,33 | 82,68 | 80,67 | 80,46 | 82,80 | 82,53 | 82,80 m  |       |
| 5                  | Andreas Thorkildsen  | Norvège            | x     | 82,63 | x     | 81,70 | x     | x     | 82,63 m  |       |
| 6                  | Spirídon Lebésis     | Grèce              | 81,21 | 81,91 | 81,27 | 80,36 | x     | 79,45 | 81,91 m  |       |
| 7                  | Tino Haber           | Allemagne          | 76,99 | 74,33 | 81,21 | 79,95 | 76,36 | 75,85 | 81,21 m  |       |
| 8                  | Stuart Farquhar      | Nouvelle-Zélande   | 76,80 | 76,64 | 80,22 | –     | –     | –     | 80,22 m  |       |
| 9                  | Genki Dean           | Japon              | x     | 79,95 | x     | –     | –     | –     | 79,95 m  |       |
| 10                 | Ari Mannio           | Finlande           | 78,60 | 77,71 | x     | –     | –     | –     | 78,60 m  |       |
| 11                 | Julius Yego          | Kenya              | 72,59 | 77,15 | 74,08 | –     | –     | –     | 77,15 m  |       |
| DSQ                | Oleksandr Pyatnytsya | Ukraine            | 77,47 | 81,61 | 84,51 | 81,53 | 81,01 | 83,53 | 84,51 m  | DQ    |

### Qualifications (8 août)
La limite de qualification est fixée à 82,00 m ou les douze meilleurs lanceurs.
| Rang | Groupe | Athlète                   | Nationalité        | 1er   | 2e    | 3e    | Résultat | Notes |
| ---- | ------ | ------------------------- | ------------------ | ----- | ----- | ----- | -------- | ----- |
| 1    | B      | Vítězslav Veselý          | République tchèque | 88,34 | -     | -     | 88,34 m  | Q, PB |
| 2    | A      | Andreas Thorkildsen       | Norvège            | 76,20 | 84,47 | -     | 84,47 m  | Q     |
| 3    | B      | Tero Pitkämäki            | Finlande           | 76,53 | x     | 83,01 | 83,01 m  | Q     |
| 4    | B      | Oleksandr Pyatnytsya      | Ukraine            | 77,07 | 82,72 | -     | 82,72 m  | Q     |
| 5    | A      | Spirídon Lebésis          | Grèce              | 81,80 | 82,40 | -     | 82,40 m  | Q     |
| 6    | A      | Stuart Farquhar           | Nouvelle-Zélande   | 82,32 | -     | -     | 82,32 m  | Q     |
| 7    | B      | Genki Dean                | Japon              | 71,58 | 82,07 | -     | 82,07 m  | Q     |
| 8    | A      | Ari Mannio                | Finlande           | 81,99 | x     | 76,25 | 81,99 m  | q     |
| 9    | B      | Julius Yego               | Kenya              | 79,10 | 79,33 | 81,81 | 81,81 m  | q, NR |
| 10   | B      | Keshorn Walcott           | Trinité-et-Tobago  | 78,91 | 76,44 | 81,75 | 81,75 m  | q     |
| 11   | B      | Antti Ruuskanen           | Finlande           | 77,83 | 81,74 | x     | 81,74 m  | q     |
| 12   | A      | Tino Haber                | Allemagne          | 78,19 | 69,54 | 80,39 | 80,39 m  | q     |
| 13   | A      | Leslie Copeland           | Fidji              | 77,00 | 80,19 | 72,52 | 80,19 m  | SB    |
| 14   | A      | Roman Avramenko           | Ukraine            | 79,15 | 77,03 | 80,06 | 80,06 m  |       |
| 15   | A      | Uladzimir Kazlou          | Biélorussie        | x     | 79,10 | 80,06 | 80,06 m  |       |
| 16   | A      | Guillermo Martínez        | Cuba               | 75,39 | 80,06 | 77,22 | 80,06 m  |       |
| 17   | A      | Ainars Kovals             | Lettonie           | 77,42 | 76,45 | 79,19 | 79,19 m  |       |
| 18   | B      | Kim Amb                   | Suède              | x     | 71,85 | 78,94 | 78,94 m  |       |
| 19   | A      | Igor Janik                | Pologne            | 76,01 | 78,90 | x     | 78,90 m  |       |
| 20   | B      | Fatih Avan                | Turquie            | 78,74 | 78,20 | 78,87 | 78,87 m  |       |
| 21   | A      | Risto Mätas               | Estonie            | 70,34 | 78,56 | 76,30 | 78,56 m  |       |
| 22   | A      | Curtis Moss               | Canada             | 74,21 | 78,13 | 78,22 | 78,22 m  |       |
| 23   | B      | Craig Kinsley             | États-Unis         | 72,80 | 71,47 | 78,18 | 78,18 m  |       |
| 24   | A      | Yukifumi Murakami         | Japon              | 76,37 | 77,80 | 77,77 | 77,80 m  |       |
| 25   | B      | Jakub Vadlejch            | République tchèque | x     | 77,61 | x     | 77,61 m  |       |
| 26   | B      | Dayron Marquez            | Colombie           | 75,15 | 77,59 | 76,50 | 77,59 m  |       |
| 27   | B      | Jarrod Bannister          | Australie          | 77,38 | 76,23 | x     | 77,38 m  |       |
| 28   | A      | Pawel Rakoczy             | Pologne            | 77,36 | 73,22 | 73,44 | 77,36 m  |       |
| 29   | A      | Ihab Abdelrahman El Sayed | Égypte             | 72,93 | 77,35 | 75,19 | 77,35 m  |       |
| 30   | B      | Braian Toledo             | Argentine          | 76,87 | x     | 73,30 | 76,87 m  |       |
| 31   | B      | Jung Sangjin              | Corée du Sud       | 76,37 | 74,77 | x     | 76,37 m  |       |
| 32   | A      | Cyrus Hostetler           | États-Unis         | 70,62 | 75,76 | 75,00 | 75,76 m  |       |
| 33   | A      | Ilya Korotkov             | Russie             | 75,68 | x     | x     | 75,68 m  |       |
| 34   | A      | Petr Frydrych             | République tchèque | 69,54 | 70,44 | 75,46 | 75,46 m  |       |
| 35   | B      | Mervyn Luckwell           | Grande-Bretagne    | 74,09 | x     | x     | 74,09 m  |       |
| 36   | A      | Ivan Zaytsev              | Ouzbékistan        | 73,07 | 73,94 | 71,39 | 73,94 m  |       |
| 37   | B      | Sean Furey                | États-Unis         | x     | 72,81 | 71,86 | 72,81 m  |       |
| 38   | A      | Vadims Vasilevskis        | Lettonie           | x     | 72,81 | x     | 72,81 m  |       |
| 39   | B      | Melik Janoyan             | Arménie            | 72,64 | 70,81 | 68,72 | 72,64 m  |       |
| 40   | B      | Matija Kranjc             | Slovénie           | 72,63 | 69,70 | 71,17 | 72,63 m  |       |
| 41   | A      | Qin Qiang                 | Chine              | 72,29 | 68,76 | 65,28 | 72,29 m  |       |
| 42   | B      | Bartosz Osewski           | Pologne            | x     | x     | 71,19 | 71,19 m  |       |
| -    | B      | Matthias De Zordo         | Allemagne          | x     | x     | x     | NM       |       |
| -    | B      | Zigismunds Sirmais        | Lettonie           | x     | x     | x     | NM       |       |

## Légende
Records et Performances
- AR : Record continental (area record)
- CR : Record des championnats (championship record)
- MR : Record du meeting (meet record)
- NR : Record national (national record)
- OR : Record olympique (olympic record)
- PR : Record paralympique (paralympic record)
- PB : Record personnel (personal best)
- SB : Meilleure performance personnelle de la saison (season's best)
- WL : Meilleure performance mondiale de l'année (world leader)
- WJR : Record du monde junior (world junior record)
- WR : Record du monde (world record)

Circonstances et Conditions
- DNF : N'a pas terminé (did not finish)
- DNS : N'a pas pris le départ (did not start)
- DQ : Disqualification (disqualification)
- NM : Aucun essai valable enregistré (No Mark)
- Q : Qualifié « directement » au prochain tour (ou à la prochaine compétition), lors d'une compétition majeure, grâce au classement ou à la réalisation des minima (automatic qualifier)
- q : Qualifié au prochain tour (ou à la prochaine compétition), lors d'une compétition majeure, grâce au repêchage ou à la réalisation de l'une des meilleures performances parmi celles des « non qualifiés directement » (grâce au meilleur temps ou à la meilleure distance par exemple) (secondary qualifier)